# Seznam ostravsko-opavských biskupů

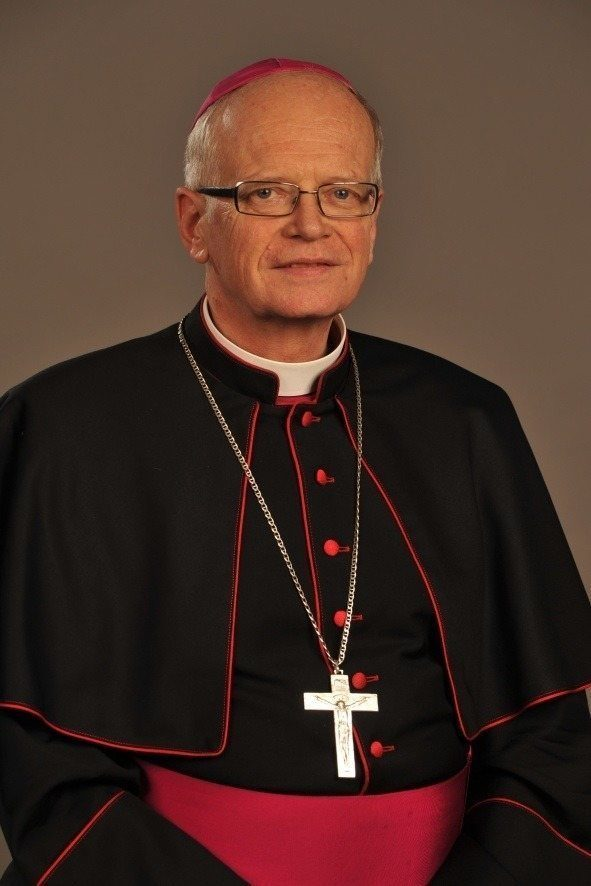
První biskup František Václav z Lobkowicz

Toto je seznam biskupů ostravsko-opavské diecéze založené v roce 1996, která je tak doposud nejmladší diecézí na území Česka. Diecéze spadá do gesce Moravské církevní provincie a na jejím území se nachází 11 vikariátů.

## Biskupové
- František Václav z Lobkowicz (1996–2022)
- Martin David (2023–dosud), pomocný biskup od roku 2017, od roku 2020 apoštolský administrátor

## Galerie

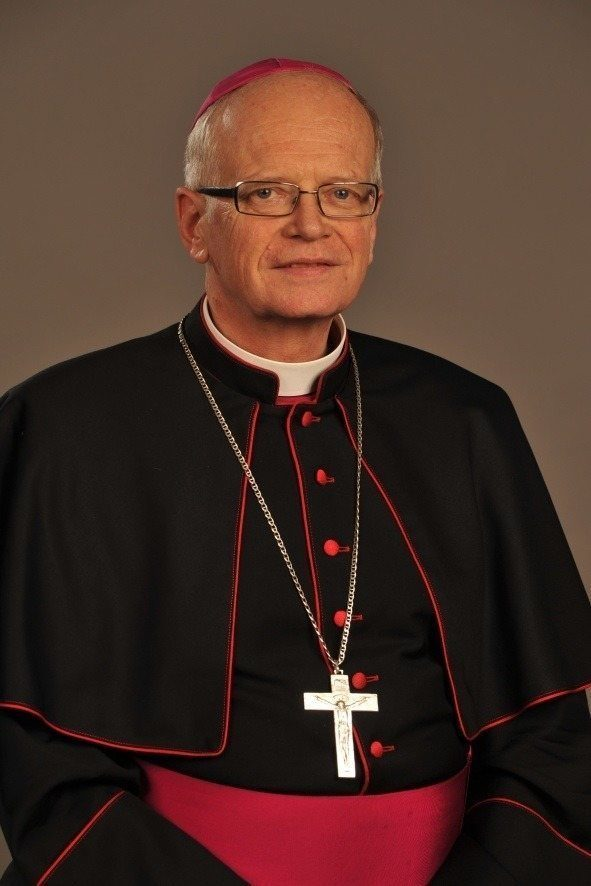
1. František Lobkowicz (1996–2022)
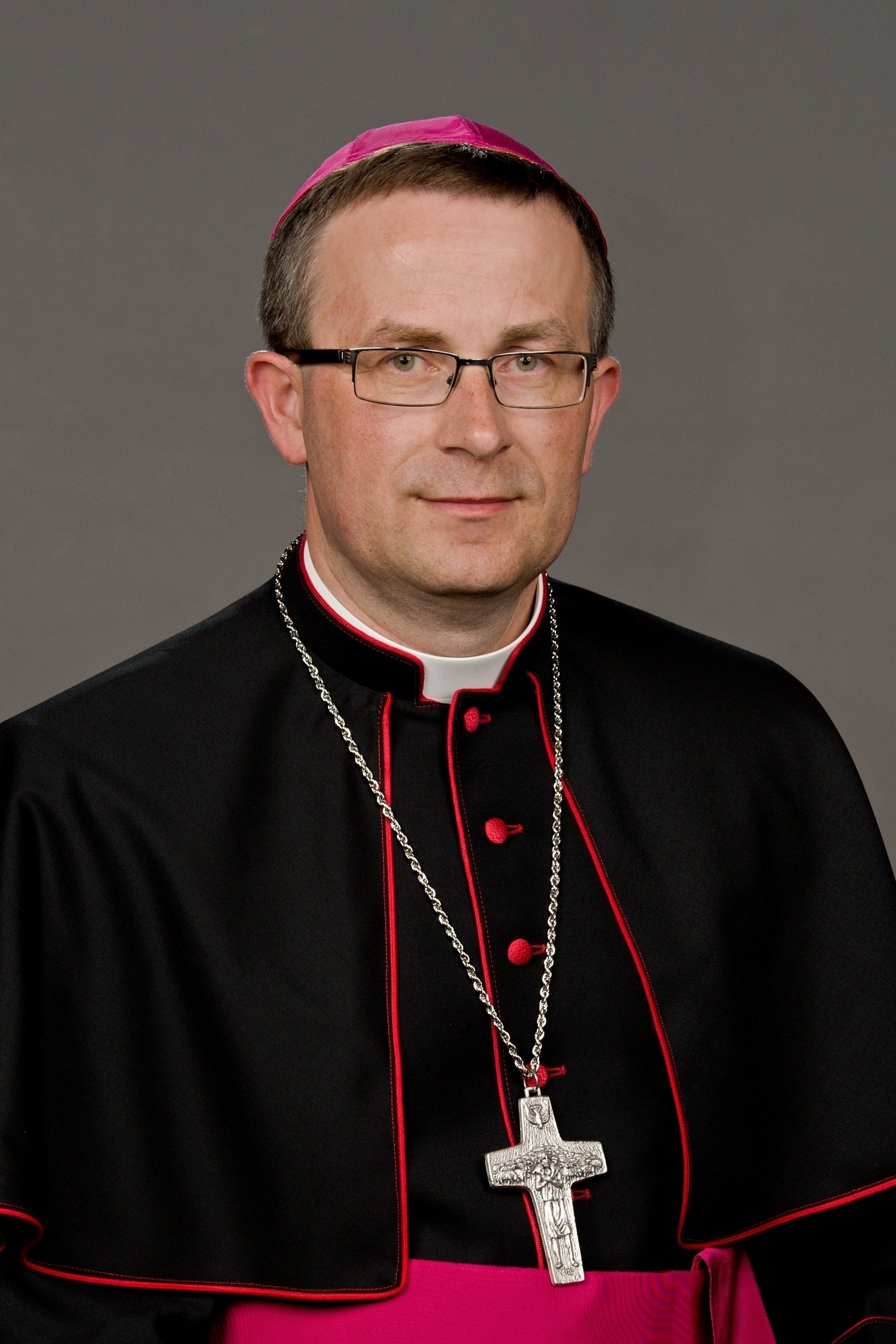
2. Martin David (od 2023)

## Světící biskupové
- Martin David, (2017–2023)